# 寸金桥
寸金桥，位于中国广东省湛江市赤坎区寸金街道寸金路，为湛江市的一个市、县级文物保护单位，类型为近现代重要史迹及代表性建筑，公布时间为1986年12月3日。
寸金桥的历史年代为近代。